# Преобразуватели на електрическа енергия
Преобразувателите на електрическа енергия са технически средства за преобразуване на електрическа енергия, използвани в електротехниката. Преобразуването е необходим процес за преноса и потреблението ѝ, при което се запазва физическата същност на енергията и става възможно да се удовлетворят конкретните нужди на потребителите по отношение на нейните основни параметри – напрежение, честота, брой на фазите, форма на сигнала. Процесът на преобразуване не е едностъпален, а комбинация от последователни трансформации във веригата производство – потребление на електроенергия. Един най-прост пример за преобразуване в бита са зарядните устройства на батерии за телефони и други уреди, в които променливото мрежово напрежение 220 V се преобразува например в 5 V постоянно напрежение.
Многократните преобразувания на електрическия ток и напрежение са в основата на апаратите и устройствата на радиоелектрониката, комуникационната техника, изчислителната техника, медицинската апаратура и други приложения на електрониката и се разглеждат в описанията на съответните електрически вериги за обработка на информационни и управляващи електрически сигнали.

## Необходимост от преобразуване
Широкото навлизане на електрическата енергия в бита, производството, транспорта и комуникациите е обусловено от възможността тя да се произвежда в електроцентрали далеч от потребителите и да се пренася до тях по електроснабдителни мрежи. При преноса на електроенергия се налага използването на електромеханични, електромагнитни технически средства или такива, изградени по схеми от пасивни и активни електронни компоненти.

## Класификация по основни функции
- Преобразуване на параметрите на електрическата енергия.
- Преобразуване за регулиране и стабилизация на параметрите на електрическата енергия.
- Преобразуване за регулиране и управление на генератори и консуматори на електрическа енергия.

## Преобразуване на параметрите на електрическата енергия
Електрическата енергия съществува в два основни вида – енергия на постоянния ток и енергия на променливия ток. Това определя и видовете основни преобразувания:
- преобразуване на енергия с променлив ток (AC) (на английски: alternating current) в електрическа енергия с постоянен ток (DC) (на английски: direct current);
- преобразуване на енергия с променлив ток (AC) в електрическа енергия с други параметри на променливия ток (AC);
- преобразуване на енергия с постоянен ток (DC) в електрическа енергия с променлив ток (AC);
- преобразуване на енергия с постоянен ток (DC) в електрическа енергия с други параметри на постоянния ток (DC).[1]

В електротехниката и електрониката тези видове трансформации на енергията се групират по начина на преобразуването и обикновено се свързват с наименованията на техническите средства, използвани за това:
- Токоизправители, превръщащи електрическата енергия с променливо напрежение в постоянно (АC-DC).
- Инвертори, превръщащи електрическата енергия с постоянно напрежение в променливо (DC-АC)
- Преобразуватели на напрежение, включващи преобразуването на напрежения (DC-DC) и (АC-АC).
- Преобразуватели по честота и фаза.

### Токоизправители
Токоизправителите са устройства за преобразуване на променливотокова електрическа енергия в постояннотокова – (АC-DC). Най-често с токоизправителите се извършва преобразуване на еднофазен и трифазен променлив ток в ток с постоянно напрежение. При схемите, изпълнени с тиристори, изходното напрежение може да бъде регулирано в големи граници. Според характера на товара, токоизправителите работят с активен, индуктивен и капацитивен товар:с. 13. В най-общия случай токоизправителят се състои от:
- силов трансформатор за преобразуване на входното мрежово напрежение в необходимото изходно променливо напрежение.
- електронни схеми, включващи електронни вентили, чиято волт-амперна характеристика е нелинейна – безкрайно малко съпротивление в права посока и безкрайно голямо съпротивление в обратна. С използваните електронни вентили (електронни лампи, селенови блокове или полупроводникови диоди и тиристори) се реализира еднополупериодно или двуполупериодно изправяне, при което се увеличава ефективността на процеса. В зависимост от използваните вентили – неуправляеми (диоди) или управляеми (тиристори), преобразуването може да се управлява, с което се регулира и променя изходното напрежение от токоизправителя.
- след вентилите се получава пулсираща постояннотокова съставка, пулсациите на която може да се намалят при необходимост посредством използването на филтри.[4]

Токоизправителите намират широко приложение в бита, транспорта и промишлеността. Основни направления на приложения са:
 – железопътна тяга за мотриси и електровози;
 – градски електротранспорт – за релсов транспорт – трамвай и метровлакове, тролейбуси;
 – електрохимия за производство (алуминий, хлор и др.) и електрохимическа обработка на метали;
 – управляеми задвижвания на основните двигатели на металообработващи машини, прокатно производство;
 – възбуждане генераторите на електростанциите;
 – битовата радиоелектронна и компютърна апаратура;
 – комуникационна апаратура, изчислителни машини и информационни комплекси и др.
Преобразуването на променливотокова електрическа енергия в постояннотокова, чрез т. нар. система HVDC (High-voltage direct currant), се реализира с HVDC конвертори (на английски: HVDC converter) при използването на технология на силовата електроника. Посредством преобразуването се осъществява пренос на постояннотокова енергия на далечни разстояния с много високо напрежение и мощности до 2 GW (гига вата). Реализираните преобразувания с напрежения 100 kV, 800 kV, и строената в Китай линия за 1100 kV, имат предимствата пред далекопроводите за променливо напрежение поради по-ниските електрически загуби и по-ниска цена като преносна система. При протичането на постоянен ток не се създава реактивна мощност и няма такива загуби, поради което се избягва протичането на силни токове при подводните кабелни линии за зареждане и разреждане капацитета на кабела при всеки цикъл. Разходите за преобразуването чрез конверторните станции се компенсират, както от по-горе изброените предимства при преноса, така и от възможностите за предаване на мощности между фазово несинхронизирани енергийни системи за променлив ток. Това е възможност и за прехвърляне на мощности между мрежови системи с работна честота 50 Hz и 60 Hz, особено в Източна Азия и Океания, където има райони с такива параметри на предлаганото за потребление захранващото напрежение.

### Инвертори
Инверторът (на английски: invertere) е електрическа схема, която превръща еднократно електрическата енергия с постоянно напрежение в променливо (DC-АC). Инверторът не произвежда никаква мощност, а само променя параметрите на електрическата енергия и я преобразува в енергия необходима за ползване в бита или за захранване на специализирана апаратура и промишлени инсталации. Конструкцията на всеки инвертор се произвежда за конкретно входно постоянно напрежения и за изходно напрежение с точно определени параметри като големина на напрежение, честота, форма на сигнала и мощност. Това означава, че преди трансформацията, постояннотоковия източник трябва да е стабилен и да има параметри и капацитет да осигури с необходимото напрежение и мощност електрическата верига за преобразуване. Широко приложение имат конструкциите с полупроводникови инвертори, като за преобразуването се използват вентилните свойства на диодите, тиристорите и транзисторите.
Независимата енергийна система ползваща инвертор, може да се захранва от източници на електрическа енергия:
12 V DC от автомобилен акумулатор за ограничено ползване от потребители;
24, 36 и 48 V DC, които са характерни постоянни напрежения за транспортни, строителни и други машини;
200 до 400 V DC от фотоволтаични панели като източник на енергия;
300 до 450 V DC от акумулаторна батерия на електрически електромобили;
стотици хиляди волта, когато инверторът е част от система за пренос на електрическа енергия.
Основният принцип на работа на инверторите е комутирането на захранващото постоянно напрежение в напрежение с периодично променяща се полярност. Конструктивно инверторът има мощен електронен генератор за преобразуване на постоянното напрежение в напрежение обикновено със синусоидална форма, в импулсна поредица със или без модулация за постигане на различен коефициент на запълване, или в друг вид дискретен сигнал. Товарът може да се включи директно към силовата верига на инвертора или да се използват възможностите на трансформатор за съгласуване, като се преобразува създаденото променливото напрежение до необходимото АС напрежение за потребителя. Инверторите може да се използват като самостоятелни устройства или се включват като съставна част на друго устройство – напр. източник за непрекъсваемо захранване UPS (на английски: Uninterruptible Power Supply (Source, Systems)) при кратковременни прекъсвания на захранващия източник, или в случаи на кратковременни отклонение от стандартното захранващо напрежение. Те намират приложение като част от схемата при преобразуватели, регулатори и стабилизатори на постоянно напрежение. С тях първоначално се преобразува постоянно напрежение в променливо, след това то се трансформира до необходимото напрежение за ползване. Третата фаза на преобразуването е посредством токоизправител да се получи отново постоянно напрежение, но с необходимата друга стойност за потребителя.

#### Класификация според предназначението
Според предназначението, източниците и ползването, инверторите се разделят на две основни групи:
- Независими инвертори (автономни). Това са устройства, които преобразуват постоянно напрежение в променливо с постоянна или регулирана от оператор честота, не са свързани със стандартната потребителска мрежа и работят в автономен режим със самостоятелен товара.
- Зависими инвертори . Това са устройства, които преобразуват електрическата енергия от източници с постоянно напрежение (например фотоволтаични електростанции) в променливо напрежение с параметрите на потребителската мрежа променлив ток, и се включват в общото потребление на енергия от електропреносната мрежа заедно и с други източници.[5]

#### Преобразуватели в силовата електроника
Развитието на тиристорната електроника със създаването на мощни управляеми полупроводникови прибори, намери широко приложение в автоматиката, енергетиката и особено в електротермията. Първите опити и изследвания върху процесите с използването на тиристорни преобразуватели за индукционното нагряване в България се провеждат през през периода 1962 – 1968 г. Този вид преобразуватели от 1970-те години са основата за техническо преустройство в металургията, машиностроенето и бита. Това са принципно нови силови електронни устройства, наричани уредби за индукционно нагряване, и работещи с мощност до стотици киловати и в честотен обхват от 150 Hz до 10 000 Hz и в областта на повишени честоти от 10 000 до 50 000 Hz. В България първите експериментални разработки на тиристорни преобразуватели за използване в машиностроенето и металургията са създадени в Технически университет – София през 1968 г. с мощност 100 kW при честота 2400 Hz. През 1977 г. в „Промишлена електроника“ – Габрово се внедряват в производство фамилия от тиристорни преобразуватели за индукционно нагряване с мощности от 160 kW до 1600 kW и честоти от 500 до 2400 Hz.

#### Принцип на действие на преобразувателите за индукционно нагряване
Индукционното нагряване е метод за нагряване на металите посредством вихрови токове в сърцевината на обработвания метал посредством мощен индуктор. Управляването на този процес посредством тиристорен преобразувател, може точно да изпълни всички изисквания за зоната, дълбочината и температурата на загряване, като с това чрез технологичната обработка се гарантира високо качество на термообработката. При използването им се осъществява преобразуване от типа АС-DC-АС. Изграждат се два типа преобразуватели:
- системата на преобразуване има явно изграден етап на преобразуване чрез силов токоизправител АС-DC и вторично преобразуване на постоянното напрежение чрез силов автономен инвертор DC-АС. Обикновено в инсталациите за индукционно нагряване се ползва трифазен ток с мрежово напрежение 380 V, но в системата за нагряване на индуктора това напрежение е два или три пъти по-високо. Поради това в системата се налага и вграждане на повишаващ трансформатор.[7]
- система без явно изразено звено по постоянен ток и процесите токоизправяне и инвертиране са обединени.

#### Автономни инвертори
За постигани на висок КПД, силовите токоизправители (преобразуване АC-DC) се изпълняват по схемата като трифазни двуполупериодни изправители. В зависимост от използваните изправителни елементи биват:
-пълно управляеми – двете тройки са изпълнени от тиристори;
-полууправляеми – едната тройка е от диоди, другата от тиристори;
-неуправляеми – двете изправителни тройки са изпълнени от диоди.
Второто преобразуване посредством инвертор (DC-АС) се извършва с разнообразни схеми като технически решения. Това се определя преди всичко от условията на експлоатация. Различават се по електромагнитния процес, който трябва да създадат – инвертори на ток, на напрежение или резонансни инвертори. Различават се по основната схема – със средна точка на инверторния трансформатор, мостови. Различават се по броя на фазите (еднофазни, трифазни и др.). По схемата на възбуждане за управление на тиристорите може да се изградят устройства с външно възбуждане, с вътрешно самовъзбуждане, с удвоители на честотата и др.
Инверторите на ток формират в товара ток с почти правоъгълна форма. Формата на напрежението зависи от параметрите на индуктивния товар и е близка до синусоидалната.
Резонансните инвертори в електрическа си верига имат включени последователно към товара ({\displaystyle R_{k}}) комутиращ капацитет ({\displaystyle C_{k}}) и комутираща индуктивност (комутиращ дросел) ({\displaystyle L_{k}}). Тяхното съотношение трябва да е такова, че да осигури колебателен режим на последователно свързания резонансен кръг ({\displaystyle L_{k}}{\displaystyle C_{k}}{\displaystyle R_{k}}) за определени честоти. Обикновено тези инвертори работят със силно променлив товар, което променя режима на работа и рязко се променят правото и обратното напрежение върху тиристорите. Това налага включването на обратни диоди, които да променят границите на изменение на товарното и анодното напрежение и да връщат част от реактивната енергия към захранващия източник.
Инверторите на напрежение намират ограничено приложение в областта на индукционното нагряване.

### Преобразуване на напрежение

#### DC-DC преобразувател
DC-DC преобразувател (популярен и с наименованието конвертор) (на английски: DC-to-DC converter) е преобразувател по постоянен ток, като се преобразува напрежението на източник за постоянен ток (DC), в друго подобно напрежение за захранване на устройства или апаратура, чието захранващо напрежение е различно от това на източника. Конверторът се изпълнява като електромеханично или електронно устройство. Това преобразуване на електрическата енергия може да се реализира от много ниски до много високи нива на мощност.
- Електромеханично преобразуване

Електромеханично преобразуване се реализира с преобразувателни устройства, които в настоящето време имат повече историческо значение. С електромеханичните устройства се реализират сравнително неефективни и скъпи процедури на преобразуване на електрическа енергия, които се използват поради липса на друга алтернатива за получаване на необходимите електрически параметри. Реализирането на подобни преобразователи във времето преди използването на полупроводниковите прибори, се осъществява с електрически вибропреобразуватели – използвани са предимно механични вибратори (електромагнит с контактен прекъсвач), повишаващ трансформатор и изправител – механичен, лампов, селенов или по-късно изграден от полупроводникови диоди. При механичното превключване на контактите се превключва многократно в секунда полярността на източника на постоянен ток (напр. акумулатора) и се създава една поредица от електрически импулси. Този вече променлив електрически ток се трансформира посредством трансформатор до желаното изходно променливо напрежение, което след токоизправител е с необходимата стойност на DC изходно напрежение. Това са преобразуватели за неголеми мощности – консумираният ток е от 20 до 90 mA, и имат коефициент на полезно действие (КПД) от порядъка на 45 – 80 %. Като приложение може да се посочи използването им в радиоприемниците на леките автомобили с вакуумни електронни лампи, където от 12 V, трябва да се получи от 80 до 250 V постоянно анодно напрежение.
За по-голяма мощност на преобразуването се използват свързани заедно електрически двигател и генератор, генериращ желаното изходно напрежение. Конструктивно такива преобразуватели се произвеждат и в единичен модул с общ ротор, с две котви и колектори и два статорни пакета. Мотор-генераторите могат да преобразуват всякаква комбинация от DC и AC по напрежение и фаза. Големите мотор-генератори са използвани широко за преобразуване на индустриални количества енергия (особено в началото на ХХ век), докато по-малките конструкции преобразуватели се използват за преобразуване на мощността на батерията (6, 12 или 24 V DC) на високо постоянно напрежение, което се изисква за работа с вакуумни тръби и радиопредаватели. Като пример, може да се посочи динамо-моторът използван за радиостанциите на самолетите от Втората световна война, където преобразуването е от бордовото 24 – 28 V до необходимите 500 V DC. Такива преобразуватели намират приложение и днес, например в електрическите локомотиви за преобразуване на електрическата енергия от високото захранващо мрежово напрежение, в такова необходимо за бордното оборудване и напрежение 220 V АС необходимо за приборите за обслужване на пътниците.
- Електронен преобразувател

Схемната реализация на преобразуватели с полупроводникови прибори, интегрални схеми и на силови полупроводници, направи икономически изгодно това преобразуване с използването на разнообразни схемни решения без механични движещи се части. Процесът на трансформиране преминава през няколко фази, като тези преобразуватели съдържат източник на постоянно напрежение, генератор на променливо напрежение, трансформатор и токоизправител:с. 55. Последователността на преобразуването се провежда с няколко трансформации на електрическата енергия:
- Първата фаза е преобразуване на постоянното напрежение на източника в променливо напрежение посредством полупроводникови преобразуватели работещи в генераторен режим. Променливото напрежение е с формата на синусоида или импулсна поредица.
- Втората фаза на преобразуването е, създаденият променлив ток с работната честотата на генератора да се включи към първичната страна на трансформатора, при което индуктивната връзка между намотките се осъществява чрез затворената магнитна система на магнитопровода. По предварително зададени конструктивни параметри на вторичната намотка на трансформатора, изходното променливо напрежение се получава с необходимата стойност.[2]
- Третата фаза на работата на преобразувателя е изправянето на променливия ток посредством токоизправител. Така например едно постоянно напрежение от 12 V DC, след токоизправителя може да се превърне в 160 – 230 V DC. Работният режим на подобни преобразуватели е с честота на генериране от няколкостотин Hz до няколко kHz. Използват се повишаващи трансформатори с намалени габарити, поради по-високата работна честота и използването на подходящи феритни материали. Токоизправителят може да се реализира като еднополупериоден или двуполупериоден по мостова схема от неуправляеми вентили за по-ефективно използване на импулсната поредица и намаляване на пулсациите след филтриране. Тези преобразуватели се отличават с висока надеждност, дълготрайност и висок КПД – 80 %.[11]

При електронното преобразуване с използването на трансформатори, се осъществява галванично разделяне на основния източник на DC напрежение от изходното DC напрежение.

#### AC-AC преобразувател
- Електрически преобразувател с трансформатор / автотрансформатор

Трансформаторите са основен преобразувател за променливотокова електрическа енергия, тясно свързан с производството, преноса и преобразуването ѝ за нуждите на потребителите. Трансформирането на енергията се осъществява посредством магнитния поток в затворената магнитна система на магнитопровода и магнитната индукция, която е силовата характеристика на създаденото магнитно поле от действието на електрически заредените токоносители. Конструкцията на трансформаторите има отделни изолирани една от друга намотки за първичната страна, включена към източника, и вторичната страна включена към товара, и позволява галванично развързване на източника и консуматора на електрическа енергия. Това позволява в широки граници промяна на параметрите напрежение и ток за двете страни на трансформатора. Посредством използването на добри изолационни материали, в т.ч. и масла за изолация и охлаждане, чрез трансформаторите може да се преобразува и пренася енергия със стотици хиляди волта до въздушните мрежи в градски условия с напрежение до 10 000 V и потребителската мрежа от 220 V. Трансформаторите намират широко приложение и като преобразуватели АС-АС в първата фаза на преобразуване при токоизправяне.
Биват еднофазни и многофазни. Еднофазните се използват за преобразуване на малки мощности. Многофазните се използват за преобразуване на средни и високи мощности, като се използват предимно за трифазната електрическа мрежа.
Конструкцията и габаритите на трансформаторите се определят основно от необходимите мощности на електрическа енергия и работната честота. Силовите трансформатори, със специална конструкция за охлаждане, се произвеждат за мощности до 1.106 кVА и за напрежения до 1150 кV. Масово използваната електротехническа силициева ламарина за магнитопроводи, използвана за трансформатори работещи с честота на тока 50 Hz е неефективна при променлив ток с по-високи честоти. За целта се използват магнитни материали с по-висока коерцитивна сила, особено за малки мощности в преобразувателите използвани в радиотехниката, в комуникационната и изчислителната техника.
Автотрансформаторът е преобразувател тип АС-АС, който може да промени параметърът напрежение в една електрическа верига. Автотрансформаторът за разлика от трансформаторите има само една намотка поставена върху магнитопровод съставен от ламели от листова електротехническа стомана. Принципната разлика с трансформаторите е, че при автотрансформатора са налични магнитна (индукционна) и галванична (електрическа) връзка т.е. два вида връзки между първичната (входната) и вторичната електрическа верига (веригата на консуматора). Промяната може да се осъществи ръчно или автоматически (в зависимост от потребителя и мястото на ползване). Осъществява се плавно с плъзгащ контакт по намотките върху феритната сърцевина или стъпално с превключване на направени изводи от секции на намотката (бобината) му. В качеството на токоснемащ елемент от намотката на автотрансформатора се използват плъзгащи се ролки или графитни четки за плавно и пружини контакти за стъпално регулиране. При ролковия и четков механизъм, профилактиката включва почистване на подвижните елементи за осъществяване на добър контакт и в зависимост от степента на експлоатация да се подменят при ползване от 7 до 10 години. В зависимост от начина на включване към първичната захранваща верига, автотрансформаторите са използват като повишаващи или понижаващи преобразуватели. Характерната особеност на този преобразувател е, че не се прекъсва галваничната връзка с източника. Галваничната връзка между двете намотки създава опасност при работата с уреда, поради възможността двете напрежения да са доста различни по стойност, като едното от тях да е много високо. Затова за безопасна работа с автотрансформаторите се препоръчва диапазона на коефициента на трансформация n да е в границата от 2 до 3.
- Електронен преобразувател

Циклоконвертор (на английски: Cycloconvertor) – е многофазен променливотоков преобразувател на напрежение за променливо напрежение (единично или многофазно), в което няма междинно DC напрежение. Промяната на честотата се осъществява при директно свързване към изхода на циклоконвертора на съответния фрагмент от синусоидната вълна на входното напрежение. Използва се основно за получаване на нискочестотно изходно напрежение. Ниската честота позволява да стартират с висока мощност електродвигатели натоварени с голям товар (напр. в топкови мелници), без това да изисква предварително стартиране на празен ход на двигателната система като някаква подготовка преди реализацията на нейните основни функции)

### Преобразуватели по честота и фаза
Преобразуването по честота и по фаза в електротехниката се осъществява от вторични източници на електроенергия, свързани към доставената по националната мрежа електрическа енергия. Чрез технически средства – мотор-генератори и инвертори може да се преобразува променливо напрежение с определена честота и брой на фазите, различно от напрежението и честотата на първичния източник на енергия. За преобразуване на променлив ток с една честота в променлив ток с друга честота се използва честотен преобразувател. Вече стари, но все още намиращи приложение, са използваните ротационни преобразуватели, които изпълняват функциите на токоизправители, инвертори и модулатори на честотата на електрическата мрежа.
При съвременното развитие на микроелектрониката за преобразуватели по честота се използват инверторните системи, които преобразуват постоянно напрежение от фотоволтаични системи и са вторични източници на енергия. За включване в националната енергийна система, преобразуването в променливо напрежение е със стойност и честота, съобразно изискванията на националната електромрежа.
Особено широко преобразуването по честота и фаза се използва в съвременната електроника. Намират приложение във всички радиотехнически, компютърни и комуникационни средства. Благодарение на използваните полупроводникови и микроелектронни активни елементи, преобразуваната и консумираната при трансформациите електрическа енергия е с много ниски стойности. Диапазонът и видът на различните по вид преобразувания е много голям и се определя от използваната манипулация на електрическите сигнали. Например при Честотната модулация (ЧМ) (на английски: frequency modulation (FM)) се осъществява обработка на един основен (носещ) синусоидален сигнал с друг модулиращ информационен сигнал. В резултат, без да се променя амплитудата на носещия синусоидален сигнал, се променя пропорционално неговата моментна честота по закон, свързан с промените на модулиращия информационен сигнал. Подобно манипулиране на електрически сигнали се осъществява посредством фазовата модулация, импулсната модулация, при преобразуването и филтрирането на електрическите сигнали за повишаване на усилването и шумоустойчивостта на електронната схема (например суперхетеродинната схема в суперхетеродинния радиоприемник), от приетия работен честотен диапазон, различен от честотата на определения диапазон за пренос на информацията и др.

## Преобразуване за регулиране и стабилизация на параметрите на електрическата енергия
Отдаваната електрическата енергия от химическите източници или променливотоковата мрежа, не е постоянна. Номиналната стойност на допустимото получавано напрежение Uн, например за акумулаторите се изменя в границите от 0,9 Uн до 1,2 Uн, а за мрежовото напрежение тези граници са от 0,85 Uн до 1,2 Uн. Изискването към параметъра електрическото напрежение на електрическата енергия доставяна от производителите, е в значително по-тесни граници. Това е необходимо не само за ползване от електроуредите в бита, но и за електронните устройства за комуникация, радио и телевизия, измервания и охрана, както и в компютрите и средствата за управление на промишлени технологични процеси. Изменението на параметрите чрез регулиране, при запазване характера на електрическата енергия от източника, налага използването на регулатори и стабилизатори като отделен клас устройства.

### Класификация на видовете регулатори
Електрическият регулатор е част от една захранваща електрическа верига при потребителя на електрическа енергия. Посредством регулаторите непосредствено се променят параметрите на електрическата енергия, като резултат от променящото му се поведение под влияние на външно ръчно въздействие от механична сила или електрически сигнал, или електрически сигнал получен от електронни или механични сравняващи или измервателни системи вградени в регулатора. Може да се направи класификация на регулаторите по няколко признака:
Според принципа на действие:
- регулатори с непрекъснато действие, при които регулируемата величина е непрекъсната плавно изменяща се функция;
- регулатори със стъпално действие, при действието на които регулируемата величина се променя стъпално чрез ръчно или автоматично превключване на звена в електрическата верига;
- регулатори с импулсно действие, при които регулируемата величина се формира от импулси с определена амплитуда и честота, но с променяща се ширина (широчинно-импулсно регулиране) или при неизменна ширина на импулсите с промяна на честотата (честотно-импулсно регулиране).

Според вида на електрическата енергия:
- регулатори на постоянно напрежение;
- регулатори на променливо напрежение или ток в еднофазни и трифазни вериги.

Според мощността.
Според вида на регулиращия елемент:
- с механични контакти;
- с управляеми полупроводникови елементи.

Според бързодействието:
- бързодействуващи, при което регулиращото въздействие се проявява в границите на полупериода на променливото напрежение;
- с намалено бързодействие, при което изходните параметри се регулират в по-големи интервали от време.[18]

### Регулатори на променливо напрежение
С полупроводникови регулатори може да се променят няколко от основните параметри характеризиращи променливото напрежение – ефективна стойност, формата на кривата и факторът на мощността, като не се допуска увеличаване нелинейността на кривата на напрежението и влошаване на cos φ. Блоковата схема на такъв регулатор включва следните основни елементи: източник; регулатор; управляващ блок, чието въздействие пряко управлява регулатора (регулиращия елемент); товар.
Има разработени различни схеми за управление промяната на ефективната стойност, като за основен регулаторен елемент се използва трансформатор или автотрансформатор, а стъпалното или фазовото управление на изходното променливо напрежение се получава посредством управлението на тиристори.

### Регулатори на постоянно напрежение
Основният параметър на постоянното напрежение подлежащ на регулиране е изменението на неговата средна стойност в зависимост от необходимостта на консуматора на постояннотокова енергия. Характерно при регулаторите и стабилизаторите по постоянен ток е, че съществува галванична връзка между входа и изхода, като в процеса на регулирането не се променя характера и полярността на напрежението от източника. При източник акумулатор може да се променя броя на отделните химически елементи. Регулирането на изправеното от токоизправител напрежение може да се осъществи от технически средства, обединени в две основни групи:
- електромеханични средства за регулиране на напрежението – осъществява се чрез въздействие по механичен път върху елемент от веригата като например се премества четка, контакт, подвижен индуктор на магнитопровод;
- параметрични средства за регулиране на напрежението – осъществява се чрез въздействие на електрическите параметри на някои елемент от регулиращата схема.[21]

И в двата случая, регулирането може да се извърши както във веригата на изправеното напрежение, така и чрез управление на променливото напрежение преди изправителния блок.

### Стабилизатори на напрежение и ток
Независимо от характера на захранващото напрежение, номиналното напрежение (Uн) захранващо консуматора, не е постоянно и се влияе от околната температура, от промените на консумирания ток от товара. Тези и както и външни смущения и въздействия в електрическата верига на захранването, водят до бавна или импулсна промяна на Uн. Проявяват се и периодични, случайни или скокообразни промени, които се отразяват неблагоприятно върху консуматорите на електрическа енергия, особено когато това е електронна апаратура. В резултат на промяната на захранващото напрежение са възможни промени на изходните параметри на електронните устройства, намалява се тяхната надеждност в това число и до появата на непредвидими откази. Устройствата, посредством които с предварително зададена точност се поддържат автоматично напрежението или тока на входа на консуматора се наричат стабилизатори.

#### Класификация на стабилизаторите
По вида на електрическия ток:
- стабилизатори на постоянен ток;
- стабилизатори на променлив ток.

Според действието си:
- параметрични – използващи нелинейни елементи;
- компенсационни – системи за автоматично регулиране с отрицателна обратна връзка.[24]

#### Класификация според регулиращия елемент в компенсационните стабилизатори
Според типа:
- лампови;
- транзисторни;
- тиристорни;
- с управляващ дросел.

Според работния режим:
- с непрекъснато регулиране;
- с импулсно регулиране.

Според свързването на регулиращия елемент във веригата на товара:
- последователни;
- паралелни.[25]

### DC-DC стабилизатор на напрежение
Стабилизаторът на напрежение е електротехнически или електронен регулатор за стабилизация на напрежение (Voltage regulator) посредством електрическа верига, която осигурява на изхода си стабилно DC напрежение, независимо от вариациите на токовия товар, температурната нестабилност или промените в напрежението от източника. Регулаторът за стабилизиране на напрежението може да се създаде с проста евтина конструкция или да е изграден с по-сложна схема, която да включва и отрицателна обратна връзка. В зависимост от схемното решение, стабилизаторите на напрежение се използват за регулиране на едно или повече постоянни напрежения.
Физическата същност на стабилизаторното устройство е обезпечаване на регулиращо действие посредством промяна на съпротивлението, подобно на променлив резистор включен последователно в електрическата верига за поддържането на постоянно изходно напрежение. От преобразуването ще има загуби пропорционални на непрекъснатото разсейване на топлина от регулиращия елемент с мощност пропорционална от протичащия ток и напрежение, равно на разликата между входното и регулираното напрежение, което е падът от напрежение върху регулиращия електронен елемент – напр. транзистор. Това налага едно задължително условие за нормална работа на стабилизатора – входното напрежение от източника трябва винаги да е по-високо от изходното стабилизирано напрежение. Това намалява ефективността на стабилизатора на напрежение като преобразувател на енергия.
Електронните стабилизатори може да не използват елементи с индуктивности и феритни сърцевини, с които значително увеличава обема и теглото на конструкцията. Такива схеми на електронни регулатори за намаляване или удвояване на стабилизираното напрежение се реализират с полупроводникови прибори, резистори и кондензатори, или специално създадени интегрални схеми, които позволяват компактен печатен монтаж.

#### Линейни стабилизатори на напрежение
Линейните стабилизатори на напрежение са с непрекъснато действие. Регулиращите елементи на електронната схема се свързват по два начина:
- последователно с действие като сериен регулатор,
- успоредно с действие като шунт.

Регулаторът в захранващата верига между източника и консуматора на електрическа енергия е пасивен или активен електронен елемент. И в двата случай регулатора се оразмерява за номинален изходен ток и действието му се ограничава от възможността да се разсейва отделената топлина от електрическата мощност върху регулиращия елемент в процеса на регулирането до необходимата стойност на параметъра напрежение.
В зависимост от използваната електронна схема и компоненти, електронните стабилизатори се разделят на две групи:
- параметрични – използват се електронни елементи, в чиято волт-амперна характеристика има стабилитронна част като полупроводниковите стабилитрони и някои вакуумни прибори с тлеещ разряд. Параметричните стабилизатори с ценерови диоди имат сравнително нисък коефициент на стабилизация в границите от 20 до 50.[27] Характерното за този процес на стабилизация е, че регулиращия елемент въздейства на подлежащата за стабилизиране величина до стойността на зададената чрез неговите електрически параметри, без да се оценява различието между зададената (изходна) стойност и действителната (входна) стойност.[28]
- компенсационни. При този тип стабилизатори регулиращия елемент е свързан последователно във веригата между източника на постоянно напрежение и консуматора. Чрез обратната връзка управляващата електронна схема следи изходното напрежение и при промяна се осъществява компенсиращо въздействие. Посредством управляващия сигнал се променя съпротивлението на регулиращия елемент, с което се променя падът на напрежение върху него и с това се стабилизира изходното напрежение. Такова непрекъснато действие от последователен тип представлява затворена система за автоматично регулиране[29][3]:с. 41. Стабилизацията може да се осъществява от регулиращите електронни компоненти по аналогов (непрекъснат) или ключов (импулсен) режим[30] Обикновено тези схеми се основават на стабилизиращото действие на компаратор, който сравнява стабилизирано опорно напрежение (напр. със стабилитрон) и напрежението на отрицателната обратна връзка от изходното напрежение.[31] За постигане висок коефициент на стабилизация се използват постояннотокови усилвателни елементи с големи коефициенти на усилване. Използват се и схеми със съставни транзистори за създаване на голям базисен ток към мощния управляващ транзистор, регулиращ изходното напрежение. За увеличаване на коефициента на стабилизация на стабилизатора, колекторните вериги на управляващата схема на регулиращия транзистор се свързват към отделни стабилизирани източници. Това премахва влиянието на промените на входното напрежение и неговите пулсации, които също влияят и намаляват общия коефициент на стабилизация.[32]

Компенсационните стабилизатори за постоянно напрежение и ток обикновено се изпълняват с транзистори. Върху регулиращия транзистор се отделя и разсейва топлина. Полупроводниковите прибори не издържат продължително на претоварвания по ток и по мощност (над няколко десетки милисекунди), поради което настъпват повреди. Това налага заедно с мерките по управление, да се включат и схеми за защита от претоварване по ток или напрежение. Защитата води до запушване на системата за стабилизация (например при късо съединение), тъй като бързодействието на стопяемите предпазители във веригата не може да защити регулиращия елемент.
На базата на микроелектрониката са разработени компенсационни стабилизатори в интегрално изпълнение за постоянно напрежение. Техните предимства са малък обем, много добри електрически показатели и малък брой допълнителни елементи към схемата. Това позволява монтирането им като непосредствено захранване на една електронна платка (наричано още разпределено захранване), с голям диапазон на стабилизирани напрежения (от 2 до 37 V), но с ограничаващото условие на сравнително ниския ток на стабилизатора (0,15 А за МАА723). Създадени са и по-мощни интегрални стабилизатори за стабилизиране на фиксирани напрежения (с общо означение 7800 и 7900) при изходен ток 1,5 А.
Най-големият недостатък на стабилизаторите с непрекъснато действие е техният малък к.п.д., който обикновено е под 50%. Причината за това е необратимия процес на превръщане в топлина излишната енергия от регулиращия транзистор.

#### Импулсни стабилизатори на напрежение
Импулсен стабилизатор на напрежение е стабилизатор, в който регулиращия елемент работи в ключов режим. Този режим се характеризира с бързо преминаване на работната точка на регулиращия транзистор от областта на запушване в област на насищане. Сравнен с линейния стабилизатор (с емитерен повторител, или схемата за серийно или паралелно свързване), поради ключовия режим на работа този стабилизатор има многократно по-малки загуби и значително по-ниска разсеяна мощност от нагряване. Това увеличава КПД и намалява общите габарити и тегло – по-малък радиатор, по-малки трансформатор, филтри (от дросел и кондензатор) и транзистори с по-малки мощности.
Импулсните стабилизатори се делят конструктивно на две групи в зависимост от начина на управление на регулиращия елемент:
- стабилизатори с релейно действие, при който превключването се осъществява от нивото на изходното напрежение;
- стабилизатор с импулсна модулация, при който управлението се осъществява от управляем генератор (например с използването на ширинно-импулсна модулация (ШИМ))[3]:с. 45

### АС-АС стабилизатор на напрежение
Стабилизаторите на напрежение АС-АС са предназначени да поддържат напрежение с постоянна стойност на изхода си, независимо от промените на входното напрежение на стабилизатора, както и промените на консумираната енергия от потребителите. На изхода стабилизаторите трябва да предават променливотокова енергия с правилна синусоидална форма, независимо от формата на входа, пикове и други смущения съпътстващи преноса и трансформациите на електрическата енергия.
Стабилизаторите се различават по схемата на преобразуването и стабилизацията на електрическата енергия, като са изградени с различни елементи, габарити и съобразно предназначението си стабилизират различни мощности.
По тази причина променливотоковите стабилизатори може да се обобщят в две основни групи:
-Стабилизиране на изходното напрежение за сметка на предварително натрупана енергия в механични средства;
-Стабилизатори с коригираща система за увеличаване или намаляване на изходното напрежение.

#### Механични средства с натрупване на енергия за стабилизиране на променливо напрежение
-Стабилизиране с мотор-генератор
Мотор-генераторните стабилизатори работят на принципа на натрупване на кинетична енергия в маховик. Твърдо свързаният маховик с мотор-генераторната група отдава натрупаната кинетична енергия на генератора при пропадане на входното напрежение в системата. Краткотрайните импулсни промени във входното напрежение не влияят съществено на двигателя на мотор-генератора да промени оборотите си и да се измени изходното напрежение, поради съпротивлението което оказва маховика като инертна система. Такива преобразуватели се използват от началото на 20 век, предимно за стабилизация на големи мощности и предимно за трифазен ток. До днес посредством подобни стабилизатори се осъществява напрежение с постоянна стойност за нуждите на радиопредавателни и комуникационни центрове, изчислителни центрове с мейнфрейм машини, независимо, че в токозахранващите устройства на тези системи има вградени преобразуватели, стабилизатори и филтри за електрическото напрежение на базата на постиженията на съвременната електроника.

#### Стабилизатори АС-АС с коригираща система за изходното напрежение
- Параметрични електромагнитни стабилизатори за променливо напрежение Стабилизирането при параметричните стабилизатори се извършва посредством преразпределението на напрежението или тока между два последователно свързани дросела (линеен и нелинеен елемент) към променливотоковия източник. Стабилизираното променливо напрежение е това върху втория (нелинейния елемент) и то е изход на стабилизатора. Консуматорът се включва паралелно на този стабилизиращ елемент.[28] Такава е и най-простата конструкция на параметричен електромагнитен стабилизатор, като първият е с ненаситен феромагнитен магнитопровод (линеен елемент), а вторият работи в режим на насищане на затворения феритен магнитопровод (без въздушна междина), който периодически се насища от протичащия променлив ток и е нелинейния елемент в тази електрическа верига. При условията на периодичното насищане на дросела, средното за полупериод значение на напрежението на изхода на стабилизатора (при постоянна мрежова честота), не зависи от промяната на входното напрежение, а също и от величината и вида на товара.[37] При използването му, промените на пада на напрежение върху втория дросел (изхода), ще бъдат значително по-малки от промените на пада на напрежение върху първия дросел с ненаситен магнитопровод. Параметричният стабилизатор от този вид има ограничено приложение поради ниската си ефективност – к.п.д. около 50%, нисък коефициент на стабилизация (по-малък от 10), големи изкривявания на формата на синусоидата и лош фактор на мощността.[38]
- Ферорезонансни параметрични стабилизатори на променливо напрежение. Широкото им разпространение се дължи на практически безинерционното им действие. При всяка промяна на входното напрежение, на изхода промяната е само в рамките на полупериод и променливото напрежение остава стабилно.[39] Това са параметрични стабилизатори за променливо напрежение, при които за стабилизацията се използва резонанс на токовете или на напреженията.[38] Не разполага с движещи се части и се използват магнитните вериги, създадени във феритното ядро. Последователно се свързват два конструктивни елемента:

1. ненаситен (линеен) дросел с въздушна междина;
2. трептящ кръг, съставен от паралелно свързани нелинеен елемент – дросел (изпълнен като автотрансформатор), работещ в режим на периодично насищане и компенсиращ кондензатор.

Паралелният резонансен кръг (вторият дросел и кондензатора) е настроен на честотата на променливотоковата мрежа и при изравняване на индуктивната и капацитивната реактивна мощност настъпва ферорезонанс. Характерното е, че този режим се проявява само при определената честота и напрежение. При стабилизирането се използва действието на насищане на сърцевината образувана от резонансната верига на линейния дросел, и трептящия кръг от втория дросел и кондензатора. Напрежението върху трептящия кръг е изходното за стабилизатора. Причината за това е, че нелинейният дросел с насищана магнитна верига, има такава волт-амперна характеристика, че напрежението му малко се променя при промяната на тока през него. С подходящ подбор на параметрите на дроселите и кондензатора се обезпечава стабилизацията на напрежението при промяна на входното напрежение, но промяната на входната честота влияе и влошава качествата му на стабилизатор на напрежение:с. 36 – 7.
Ферорезонансните стабилизатори са с проста конструкция, висок к.п.д. (75 – 90%), голяма надеждност при експлоатация и за целите за които се използват имат добра стабилизаця. Обикновено намаляват до 10 – 15 пъти промяната във входното напрежение – напр. от 20% промяната след стабилизацията на изхода се свежда до 3%. Към тези качества може да се добавят и устойчивостта на механични удари и вибрации, работа при тежки експлоатационни и климатични условия, ниска цена. Ферорезонансните стабилизатори може да се използват за мощности в диапазон от няколко волт-ампери до 10 – 15 kVA, а при специално разработени модификации може да се постигне стабилизация на значително по-големи мощности.
Намират приложение в бита за автоматично стабилизиране в райони с нестабилно захранващо напрежение, предимно за захранване на телевизионни приемници или друга апаратура. Използват се за стабилизиране на захранващото напрежение на рентгентова апаратура и медицински апарати, в измервателни и други лаборатории, където се изисква постоянно по стойност захранващо напрежение. След създаването и вграждането в битовата радиотелевизионна апаратура на импулсни захранващи блокове, необхомиостта от външна предварителна стабилизация на променливото напрежение отпада. Практически от края на 20 век няма потребност от използването им в бита. В България ферорезонансни стабилизатори (напр. „СТАБОР 120“):с. 38 се произвеждаха в завод „Феромагнит“ (понастоящем „Прамет“) в гр. Перник.
- Феромагнитни стабилизатори на напрежение за големи мощности. Те се използват за стабилизация на променливото напрежение от потребители консумиращи голяма електрическа мощност. Стабилизацията се осъществява с управлението на магнитния поток в стоманената сърцевина на трансформатор, включен между източника и консуматора на електрическа енергия. Неговото предназначение е не само да раздели двете електрически вериги, но и изходното напрежение да е с постоянна стойност, зададена предварително конструктивно в управляващия блок на стабилизатора. Управлението за стабилизирането се осъществява чрез допълнителна поставена подмагнитваща намотка на магнитопровода на трансформатора, с което може да се променя общия магнитен поток. Така във вторичната намотка се индуцира постоянно по стойност изходно променливо напрежение. Подмагнитващата намотка се захранва с ток от електронна схема. Разликата от промяната на входното напрежение в първичната намотка на трансформатора и необходимото изходно Uн, е управляващо напрежение за електронната схема. Последната посредством управляеми вентили – тиристори, с пропускане на различни отсечки от синусоидата на напрежението, управлява тока в допълнителната намотка, променя създаваното от нея магнитно поле и с това в някакви граници се променя общия магнитен поток във феритната сърцевина на трансформатора. С такава конструкция стабилизатор с мощност 25 kW се стабилизира променливото напрежение на произвежданата в България ЕИМ ЗИТ-151.

#### Приложение на стабилизатори АС-АС
С използване на съвременните постижения в микроелектрониката се създават АС-АС стабилизатори на напрежение с вградени средства за защита от претоварване и индикация за изходното напрежение – стандартното мрежово 220 VАС с отклонение до 4%. Стабилизацията на напрежението се осъществява с плавна регулация посредством вграден серво-мотор. Разработените и предлагани за ползване стабилизатори понастоящем работят с входящо мрежово напрежение от 165 до 245 VАС. Характерна особеност при ползване, е предварително да е известен характерът на товара, за да се обезпечи необходимият резерв от мощност на стабилизатора. При работа с активен товар (нагреватели, електрически фурни, печки) се избира стабилизатор с изходна мощност с 30% по-голяма от общата консумирана мощност. За захранване на индуктивен товар (луминисцентно и флоуресцентно осветление, електрически двигатели, помпи, хладилници, фризери, климатици), стабилизаторът трябва конструктивно да е оразмерен за мощност от 3 до 5 пъти по-висока от тази на консуматора. При захранване на капацитивен товар (импулсни зарядни устройства, LED драйвери, импулсни захранвания) изходната мощност на стабилизатора трябва да е по-висока от 5 до 10 пъти от тази на консуматора. За промишлени нужди се разработват на този принцип трифазни стабилизатори за стабилизиране на напрежение от 280 до 430 VАС с плавно регулиране посредством серво мотор. Стабилизаторите работят с КПД >95% и ниски изкривявания.

## Преобразуване за регулиране и управление на генератори и консуматори на електрическа енергия
Чрез регулиране на напрежение и ток по стойност се управляват генератори по постоянен или променлив ток. Това се прилага не само при генериране на малки мощности (напр. в автомобилите), но и при мощни генератори за производство на електрическа енергия. Регулирането и ограничаването стойността на генерираното напрежение от динамо или от променливотоков генератор на трифазен ток е необходимо поради това, че генерирания ток е пряко зависим от работния режим на първичния механичен двигател за задвижване на електрическия генератор. Прякото регулиране се осъществява с управлението на възбудителния ток на генератора, протичащ през неговата възбудителна намотка. Така се ограничава пропорционалната промяна на генерираното напрежение от промените на оборотите на двигателя, както и от непрекъснатите промени на потребяваната енергия от консуматорите. Управляемия възбудителен ток е с ниска стойност – от 0,3 до 3 % от номиналната мощност на електрогенератора. Регулирането на възбудителния ток при синхронните генератори позволява промяна на техния фактор на мощността с цел оптимална работа.
Чрез преобразуване се управляват двигатели със значителна мощност, задвижвани посредством електрическа енергия. За това се използват управляеми тиристорни преобразуватели. С управляемо преобразуване на електрическата енергия се задвижват прецизно високомоментни електродвигатели, използвани за подавателни електрозадвижвания в металорежещите машини, или мощни тягови електровигатели в железопътния транспорт.

## Приложение на преобразуването в захранващи блокове
Захранващите блокове във всякаква битова апаратура, апаратура за служебно ползване, медицинска апаратура, изчислителна техника или управляващи устройства на някакъв производствен или друг процес, не ползват директно доставената електрическата енергия от потребителската мрежа. Необходими са други, вторични източници на енергия, които използват в значителна степен вече разгледаните схеми за преобразуване и стабилизиране на електрическата енергия. Най-често за електрическо захранване се използват две типични конструкции на вторични източници на електозахранване, т.е. източници които служат за непосредствено захранване на консуматор, след генератора произвел електрическата енергия. Това са преобразуване с трансформаторната схема на преобразуване, изправители и схеми за стабилизиране параметрите на енергията до потребителя, като се обезпечава и необходимата мощност. Такова преобразуване се нарича трансформаторен линеен източник на захранване. Вторият начин на преобразуване и стабилизация за непосредствено захранване е импулсния източник на захранване. Тези два вида преобразуватели се вграждат в апаратурата, преобразуват напреженията по полярност и стойност, и се използват за непосредствено захранване на устройства, които не работят директно с напрежение доставено от потребителската мрежа. Наричат се съответно:
-линеен източник на захранване (включва трансформатор);
-импулсен източник на захранване (включва електронна схема за импулсно преобразуване на захранващото входно напрежение).

### Линеен източник на захранване
Това е класически захранващ блок. Включва в най-общия случай понижаващ трансформатор или автотрансформатор, чиято първична намотка се включва към мрежовото напрежение, а вторичната се оразмерява за необходимото изходно захранващо напрежение. При необходимост от постоянно напрежение се използват изправители за едпопътно или двупътно изправяне. В зависимост от предназначението на източника на постоянно напрежение се вграждат електромеханични начини за регулиране на изправеното напрежение (напр. с потенциометър) или се използват параметрични начини за регулиране на изправеното напрежение. Полученото изправено напрежение е пулсиращо, като освен постоянната съставка, съдържа още ред хармонични. За постигане на параметрите с ниски променливи съставки се използват изглаждащи филтри до постигане на зададения коефициент на изглаждане. Филтрирането се реализира посредством пасивни изглаждащи капацитивни и индуктивни филтри или електронни транзисторни филтри. При необходимост, при линейното захранване се поставят филтри за високочестотни шумове и отстраняване на пикове, предизвикани от външни източници или от елементите на преобразувателите. Високите изисквания към параметрите на постоянното напрежение (стойност, пулсации, полярност) за захранване на устройства изградени от интегрални схеми, използват такива източници на напрежение, в които са вградени и линейни параметрични или компенсационни стабилизатори на базата на емитерен повторител. За захранващите блокове са разработени електронни схеми за защита от свърхтокове (късо съединение, неподходящ товар и др.) и пренапрежения, за да не се разрушават в случай на повреда елементите от които са изградени.

### Импулсен източник на захранване
Импулсните захранващи блокове са построени на схемата на двойно преобразуване, като се използва токоизправител и инверторно преобразуване. От входното променливо мрежово напрежение посредством токоизправител се получава постоянно напрежение. От постоянното напрежение чрез транзисторни схеми, работещи в ключов режим, се генерират правоъгълни импулси с повишена честота и с определен коефициент на запълване. Напрежението от импулсната поредица чрез трансформатор може да се промени в друга стойност, и се прави галванична развръзка със захранващата мрежа. Генерирането на по-висока честота на импулсите, позволява да се използват феромагнитни материали за магнитопровода, което намалява обема и теглото на използваните трансформатори. Следва токоизправяне с нисковолтови диоди и филтриране на напрежението. Стабилизацията на напрежението се осъществява чрез отрицателна обратна връзка, за да се поддържа постоянно изходно напрежение, независимо от товара или промяната на входното мрежово напрежение.
Другата схема за импулсен захранващ източник е, да не се използва трансформатор и генерираните импулси да се включат директно към изглаждащ филтър, при което има галванична връзка със захранващия източник. И при двете използвани схеми, правоъгълните импулси може да преминат през токоизправител или чрез директно включване да се интегрират от изглаждащи филтри, при което средната им стойност е изходното постоянно напрежение. Така се постига и нисък коефициент на пулсации.
Чрез промяната коефициента на запълване на генерираната импулсна поредица се регулира изходното напрежение. Тази промяна позволява изходното постоянно напрежение на импулсния източник на захранване да се регулира в големи граници – от нула, почти до входното захранващо напрежение.

### UPS
UPS е вторичен източник на електрозахранване. При прекъсване на основния захранващ източник (мрежовото напрежение), акумулираната енергия в химическия източник на електрическа енергия на UPS, чрез преобразуването на параметрите (от DС в АС), обезпечава непрекъснатост на захранването на консуматора. Така нареченото непрекъсваемо захранване, или използвания и в България термин UPS (на английски: Uninterruptible Power Supply (Source, Systems)) намира широко приложение при устройства изпълняващи логически операции, където спирането на електрозахранването може да унищожи започналия процес, и да не се съхрани информацията от проведените до този момент операции. Това е важно и се отнася както за големи изчислителни центрове, така и в бита при ползването на персонални компютри. При преносимите компютри от типа laptop, notebook външно непрекъсваемо захранващо устройство не е необходимо. В тях конструктивно се вгражда акумулаторна батерия и адаптер със схеми за превключване, за да работят както на акумулатор, така и включени към мрежово напрежение, като в същото време да се дозарежда акумулатора. В съвременните преносими персонални компютри се използват литиевойонни акумулатори, а някои модели, предназначени за ползване от бизнес средите, имат възможност за включване на допълнителен захранващ акумулатор.
Непрекъсваемо захранване е необходимо дори и в случаите, когато освен от мрежата, потребителят на електроенергия разполага и с резервен генератор на ток. Причината за това е, че включването на резервния генератор не е мигновено при прекъсване на мрежовото напрежение. Времето за включването му, даже измерено със секунди, е достатъчно дълго и се прекъсва започналата обработка на текущия информационен процес. Непрекъсваемо електрозахранване е необходимо и при автоматизираните процеси, управлявани от цифрови програмни устройства в съвременното промишлено производство. Нормалното функциониране на един технологичен процес на автоматизирана линия от последователно свързани обработващи машини е невъзможен при прекъсване на напрежението поради късо съединение в електромрежата или поради други причини. Прекъсването на захранването за части от секундата или за няколко секунди води до спиране на технологичния процес и води до спиране на производството с произтичащи от това големи щети за производителя.
Непрекъсваемите захранвания до средата на 20 век са реализирани с дизелови двигатели, маховици и генератори. Откриването и използването на тиристорите от 1957 г. променя схемата за осигуряване на непрекъсваемото обезпечаване с енергия. Има няколко решения за това:
- използването на резервна схема (Standby);
- интерактивна схема (Line-Interactive);
- схема с двойно преобразуване (Online double-conversion);
- схема със захранване по постоянен ток, която се отличава от другите технически решения с липсата на инвертор.[49]